# Eleição parlamentar na Letônia em 2022
A eleição parlamentar letã de 2022 foi realizada em 1º de outubro. O Unidade, partido político de centro-direita, sagrou-se vencedor das eleições por maioria simples ao obter 19,19% dos votos válidos e seu líder, o atual primeiro-ministro Arturs Krišjānis Kariņš, será novamente convidado pelo presidente Egils Levits a formar governo.

## Resultados eleitorais
| Partido                           | Partido                             | Votos     | %     | Cadeiras | +/–  |
| --------------------------------- | ----------------------------------- | --------- | ----- | -------- | ---- |
|                                   | Unidade                             | 173 425   | 19.19 | 26       | 18   |
|                                   | União de Verdes e Camponeses        | 113 676   | 12.58 | 16       | 5    |
|                                   | Lista Unida (Letônia)               | 100 631   | 11.14 | 15       | Novo |
|                                   | Aliança Nacional                    | 84 939    | 9.40  | 13       | 0    |
|                                   | Pela Estabilidade!                  | 62 168    | 6.88  | 11       | Novo |
|                                   | Letônia Primeiro                    | 57 033    | 6.31  | 9        | Novo |
|                                   | Os Progressistas                    | 56 327    | 6.23  | 10       | 10   |
|                                   | Para o Desenvolvimento!             | 45 452    | 5.03  | 0        | 13   |
|                                   | Partido Social-Democrata "Harmonia" | 43 943    | 4.86  | 0        | 23   |
|                                   | Novo Partido Conservador            | 28 270    | 3.16  | 0        | 16   |
|                                   | Por uma Letônia Humana              | 2 985     | 0.33  | 0        | 16   |
|                                   | Demais partidos políticos           | 134 790   | 14.89 | 0        | 0    |
| Total de votos válidos            | Total de votos válidos              | 903 639   | 98.58 | –        | –    |
| Votos inválidos (brancos e nulos) | Votos inválidos (brancos e nulos)   | 13 052    | 1.42  | –        | –    |
| Total de votos registrados        | Total de votos registrados          | 916 691   | 100   | –        | –    |
| Eleitorado apto a votar           | Eleitorado apto a votar             | 1 542 407 | 59.43 | –        | –    |